# زناته
زناته (عربی: زناتة، به بربری: ⵉⵣⵏⴰⵜⴻⵏ) قبیله‌ای از بربرها بودند که زیستگاه آنها در دوران کهن به همراه قبایل صنهاجه و مصموده، از غرب مصر تا مراکش ادامه داشت
زناته‌ها بیشتر کوچ‌گرد بودند.
زناته‌ها از بربرهایی بودند که زودتر از بقیه اسلام آوردند. در حالیکه بقیه قبایل بربر تا سده هشتم میلادی در برابر سپاه خلیفه اموی ایستادگی می‌کردند، زناته‌ها به سرعت مسلمان و عرب شدند. آنها همچنین در هجوم مسلمانان به ایبری نقش مهمی بازی کردند.